# Галанова, Екатерина Анатольевна
Екатерина Галанова (род. 18 марта, Ленинград) — режиссёр-постановщик, продюсер в сфере исполнительских искусств, театральный менеджер. Основатель и руководитель Международного фестиваля балета Dance Open.

## Биография
Основатель и руководитель крупнейшего в России международного фестиваля балета Dance Open. В прошлом балерина Мариинского театра, ученица Натальи Дудинской. В менеджерском портфолио — более 250 проектов самых разных форматов и жанров в России и за рубежом: культурные программы в рамках дипломатических миссий, гала-концерты с участием оперных исполнителей и солистов мирового балета, инновационные мультимедийные шоу, театральные фестивали, open-air классического искусства и концерты с участием звёзд шоу-бизнеса.
Главный имиджевый проект в сфере хореографического искусства — фестиваль балета Dаnce Open. Зрителями спектаклей гастрольной программы — мировых и российских премьер — ежегодно становятся более 5 тысяч балетоманов. В рамках фестиваля проходят мастер-классы, привлекающие в Петербург студентов балетных школ Европы, Америки и Японии. В 2010 году была учреждена премия DANCE OPEN AWARDS за выдающиеся достижения в балетном искусстве. Председатель жюри — Ханс ван Манен. В разные годы в состав жюри входили Наталья Макарова, Джон Ноймайер, Борис Эйфман, Сергей Филин, Манюэль Легри, Тед Брандсен, Дэвид Доусон, Дуайт Роден, Тьерри Маландэн, Владимир Малахов, Кшиштоф Пастор, Эдвард Клюг и другие персоны мирового балета.
События фестиваля освещает более 100 российских и зарубежных СМИ. Телеверсии Гала звёзд Dance Open с участием лучших танцовщиков планеты показывают канал «Россия –Культура» и международный канал Mezzo.
С 2013 года Екатерина Галанова — режиссёр-постановщик open-air «Классика на Дворцовой» с участием оперных голосов мира. Грандиозное музыкальное шоу в честь Дня города — Дня основания Санкт-Петербурга ежегодно собирает до полумиллиона зрителей. В разные годы в концерте принимали участие Дмитрий Хворостовский, Анна Нетребко и Юсиф Эйвазов, Роберто Аланья и Александра Кужак, Ильдар Абдразаков, Соня Йончева, Даниэлль Де Низ, Ольга Перетятько, Мария Гулегина, Элина Гаранча, Марсело Альварес, Хибла Герзмава, Вероника Джиоева, Владимир Галузин и другие. Проект сопровождается музыкантами Симфонического оркестра Михайловского театра под управлением Михаила Татарникова и Академического симфонического оркестра Санкт-Петербургской филармонии. В 2017 году проект «Классика на Дворцовой» получил профессиональную ежегодную премию «Bema!» индустрии событийного маркетинга и интегрированных коммуникаций сразу в двух номинациях: как лучшее музыкальное событие и как лучшее городское публичное событие.
Театральный менеджмент — особое направление в творческой карьере Екатерины Галановой. В её творческом портфолио — работа с резонансными проектами режиссёров: продюсирование Зимнего театрального фестиваля (2013) Льва Додина и постановки «Прошу слова! Год 1917» (2017) Вениамина Смехова, ставшей событием «революционной» афиши Петербурга в год 100-летия Октябрьской революции.
Екатерина Галанова работает с инновационными мультимедийными технологиями. Первый 3D-мэппинг, созданный под её руководством, собрал более пятисот тысяч зрителей на Дворцовой площади: это был мультимедийный спектакль «Эрмитаж. Бал истории», показанный на фасаде здания Главного штаба в честь празднования 250-летия Государственного Эрмитажа (декабрь 2014). Идея создания масштабных 3D-спектаклей на фасадах исторических зданий Санкт-Петербурга с использованием визуального и звукового контента получила развитие в 2016 году сразу в двух мультимедийных шоу. Проект «Простор меж небом и Невой», посвящённый истории Петербурга, был показан на фасаде Мариинского дворца в рамках осеннего Фестиваля света. Спектакль «Мистерия света», приуроченный к празднованию Дня Эрмитажа, зрители увидели на фасаде Зимнего дворца в декабре. В программе осеннего Фестиваля света – 2017 на Дворцовой площади был показан мультимедийный исторический спектакль «1917», посвящённый 100-летию Октябрьской революции. Симпатии зрителей заслужила и яркая продюсерская работа — первое творческое состязание 3D мэппинг-команд из разных стран – программа «Я этим городом храним», показанная на фасаде Зимнего дворца.

## Проекты
Екатерине Галановой и ее команде удалось обеспечить организацию и проведение огромного количества мероприятий, разнообразных как по формату, жанру и контенту, так и по масштабу и географии проведения. Это выездные гала-концерты, популяризирующие русскую школу балета, масштабные open-air классического искусства, 3D-mapping шоу, тематические концерты и театральные фестивали, выездные культурные программы в рамках дипломатических миссий.
Среди проектов:
- Гала звёзд русского балета в Китае (Шанхай, ноябрь 2019);
- Гастроли Пермского балета в Бахрейн (Манама, ноябрь, 2019);
- Спектакль «Весёлый Пушкин» (Санкт-Петербургский театр Музыкальной комедии,октябрь 2019);
- Гала звёзд русского балета в Германии (Дортмунд, сентябрь 2019);
- Gala Night with the Star (оперный вечер с Ильдаром Абдразаковым, март 2018);
- Спектакль «Прошу слова! Год 1917» к 100-летию революции (Санкт-Петербургская филармония им. Д.Д. Шостаковича, ноябрь 2017);
- Гала-концерт звёзд балета в Монако (сентябрь 2017);
- Гала-концерт звёзд балета в Бахрейне (май 2017);
- 3D-мэппинг шоу «1917» на фасаде Главного штаба (Санкт-Петербург, Дворцовая площадь, Фестиваль света, ноябрь 2017);
- 3D-мэппинг программа «Я этим городом храним» на фасаде Зимнего дворца (Санкт-Петербург, Дворцовая площадь, Фестиваль света, ноябрь 2017);
- Мультимедийное шоу «Морским судам быть!» к 320-летию российского флота (Санкт-Петербургский театр Музыкальной комедии, октябрь 2016);
- 3D-мэппинг шоу «Простор меж небом и Невой» на фасаде Мариинского дворца (Санкт-Петербург, Дворцовая площадь, Фестиваль света, ноябрь 2016);
- 3D-мэппинг шоу «Мистерия света» на фасаде Эрмитажа (Санкт-Петербург, Дворцовая площадь, декабрь 2016);
- 3D-мэппинг шоу «Эрмитаж. Бал истории» на фасаде Главного штаба, к 250-летию Эрмитажа (Санкт-Петербург, Дворцовая площадь, декабрь 2014);
- Первый Зимний Международный Театральный Фестиваль, руководитель Лев Додин (2013)

## Международный фестиваль балета Dance Open
Крупнейшим имиджевым проектом Екатерины Галановой стал Международный фестиваль балета Dance Open. Газета The Independent внесла фестиваль в список наиболее значимых и влиятельных европейских балетных фестивалей.
Основанный в 2001 году, Международный фестиваль балета вырос из идеи образовательного курса для студентов балетных школ, но с самого начала задумывался как большой, многослойный проект в области мирового хореографического искусства, достойный представлять Петербург и открытый всем стилям, направлениям и жанрам. Ежегодно Dance Open представляет в Петербурге лучшее из мировой хореографии: топовых танцовщиков и балетмейстеров, самые востребованные труппы, мировые и российские премьеры. Dance Open привез в Санкт-Петербург Wiener Staatsballett, Dutch National Ballet, NDT1, Les Ballets de Monte-Carlo, Stuttgart Ballet, Hamburg Ballet, The English National Ballet, The New York City Ballet, Le Ballet du Grand Théâtre de Genève, Staatsoper Berlin, Dresden Semper Oper Ballet, San Francisco Ballet, American Ballet Theatre, Slovene National Theatre Maribor, Batsheva Dance Company и многие другие хореографические бренды мира. Неизменными участниками фестиваля являются ведущие российские труппы.
Программа современного Фестиваля включает:
- эксклюзивные гала-концерты с участием солистов из российских и зарубежных балетных компаний;
- гастрольные спектакли балетных трупп, приезжающих в Россию впервые или крайне редко;
- мастер-классы ведущих российских и зарубежных педагогов и звёзд балета для студентов разных стран;
- кульминационное событие образовательного курса для студентов балетных школ мира — Гала юных звёзд;
- off-программу, в рамках которой в дни фестиваля проходят фото- и художественные вернисажи, экспозиции редких костюмов, лекции ведущих балетных критиков России, мастер-классы звёзд мирового балета для танцовщиков различного уровня подготовки.